# 時分緣起
時分緣起，緣起學說之一，由《發智論》提出。時分緣起以時間為核心，以時間先後為軸線，將緣起分為十二支。在說一切有部中，分位緣起與遠續緣起都被認為是基於這個學說而發展出來。

## 概論
時分緣起，按《大毘婆沙論》的詮釋，是將緣起分為十二支，每一支中都各具五蘊，以時間先後串連。十二支依時間先後，有因果關係，次第相連升起。

## 學說內容
迦多衍尼子尊者《發智論》提出十二緣起支按三時劃分的時分緣起：
|  | 一補特伽羅，於此生十二支緣起，幾過去？幾未來？幾現在耶？答：二過去，謂：無明、行；二未來，謂：生、老死；八現在，謂：識、名色、六處、觸、受、愛、取、有。 |

關於過去和未來的含義，有四大論師的各抒己見，《大毘婆沙論》稱世友尊者位異說為最正確：
|  | 說一切有部有四大論師，各別建立二世有異，謂：尊者法救說類有異，尊者妙音說相有異，尊者世友說位有異，尊者覺天說待有異。……說位異者，彼謂：諸法，於世轉時，由位有異，非體有異；如運一籌，置一位名一，置十位名十，置百位名百，雖歷位有異，而籌體無異；如是諸法，經三世位，雖得三名，而體無別。此師所立世，無雜亂，以依作用，立三世別，謂：有為法，未有作用，名未來世；正有作用，名現在世；作用已滅，名過去世。……故唯第三，立世為善，諸行容有作用時故。 |

過去世和未來世，都不局限於前一生和後一生，時分緣起可通攝順次生受業和順後次受業。在《大毘婆沙論》等中，時分緣起在很大程度上被分位緣起所取代，但其具體定義仍有古本存留，如《阿毘曇甘露味論》：
|  | - 過去無明與一切煩惱相應，是無明。緣此造業，造業造世間果，是名行。 - 彼行因緣染污心，得身根分別識，譬如犢子識母，是識。是識共生四無色陰，亦相續生色，是名色。依眼等根、境界，是六入。 - 情、塵、心和，是更樂。更樂生受，是痛。痛所著，是愛。渴具所煩勞，是受。勞造業，是有。 - 未來果，是生。生起無量苦，是老死。 |

此說亦為《大智度論》所引用。時分緣起的緣起支定義，《發智論》引用了一段《施設論》的說法，受到《大毘婆沙論》的批評，《大毘婆沙論》將時分緣起加以擴充及定形化，以「三世二重因果」來解說，形成分位緣起。

## 其他緣起學說
剎那緣起學說，認為十二緣起支在剎那間具足，且其數目不一定是完整十二緣起支，可能只生起十一支；而時分緣起依時間先後的十二階段，分立十二支。
在《識身論》中，也提出了十二支緣起學說。《大毘婆沙論》認為，《識身論》之說與剎那緣起相比，為多心論，比如觸、受、愛、取等支，依次出現而不在同時出現，其關係非剎那出現，而是前後相續；《識身論》的說法與時分緣起也不同，十二支多是五蘊中的個別之法，部份緣起支同時生起，比如識、名色、六處；而《發智論》的時分緣起，十二支皆具五蘊，但依時間階段不同而次第生起，展轉相生。印順法師認為《識身論》的學說，即遠續緣起。

## 學術研究
學者楊郁文在其著作《阿含要略》中，根據《大毘婆沙論》的敍述，將分位緣起與遠續緣起歸屬於時分緣起之下，認為這二者皆是以時間因素來解說緣起。而剎那緣起與連縛緣起，不以時間因素為主，為非時分緣起。